# Enyedi István (városi főbíró)
Enyedi István (Nagybánya, 1619. előtt – Nagybánya, 1698. után) városi főbíró, költő, történetíró.

## Élete
Enyedi Márton nagybányai főbíró fia; Debrecenben tanult, ahol 1619. május 15-én lépett a felső osztályba. Utóbb Nagybányán tevékenykedett, ahol a város jegyzője és 1677-től 1694-ig, majdnem szakadatlanul főbírája volt.

## Munkái
- Latin hőskölteménye Jean Gerson Dissertatiójában (Franekera, 1686) jelent meg.
- 1665-ben írta Erdélynek négy esztendők alatt történt keserves viszontagságairól című emlékiratát, amely az 1657–1660. évek eseményeit foglalja magában II. Rákóczi György fejedelem lengyelországi hadjáratától bukásáig. Latin nyelvű címe: Occasio suscepti itineris et belli principis Rákóczi II. in Poloniam. Kiadta Mikó Imre gróf az Erdélyi Történelmi Adatokban (IV. kötet. Kolozsvár, 1862.) II. Rákóczy György veszedelméről 1657–1660 címen.
- Magyar nyelvű levele Teleki Mihályhoz Nagybányáról (1671. július 29.) az Irodalomtörténeti Közleményekben jelent meg (I. 136.)